# Yves Delange
 (décembre 2019).
Pour les articles homonymes, voir Delange.
Yves Delange, né à Rouen le 26 mai 1929 et mort à Fontainebleau le 26 novembre 2019, est un botaniste et auteur français.

## Biographie
Il naît à Rouen, fils de Jean Fortuné Félix Delange (1891-1959) et Nelly Georgina Mallon (1896-1978). 
Yves Delange vécut pendant son enfance et son adolescence à Rouen, où il accomplit des études secondaires au lycée Corneille. Ses matières privilégiées étaient la littérature et les sciences naturelles. Dès l’âge de quatorze ans, il fut membre de la Société des amis du muséum de sa ville natale. Il fut aussi membre de la Société des Amis du Muséum national d'histoire naturelle. Malgré de sérieuses difficultés de santé, il intégra l’École nationale supérieure d'horticulture de Versailles, où il obtint le diplôme d’ingénieur en 1953. Pendant ses années d’études, il accomplit des stages dans le midi de la France, en Algérie et au Maroc.
Tôt séduit par les écrits du naturaliste Jean-Henri Fabre, épris de botanique et d’entomologie, il décida, dès la fin de ses études supérieures, de vivre sous un climat ensoleillé et il obtint en 1954 le poste d’adjoint à la direction du Jardin des plantes de Montpellier. Celui-ci, avec celui de Paris (le Muséum national d'histoire naturelle), constitue en France métropolitaine l’un des deux hauts lieux de la botanique. Là, il se consacra pendant 17 ans à la restauration, à la mise en valeur et à l’enrichissement des collections de cet établissement scientifique et historique qui avait été mis à mal par les troupes d’occupation pendant la Seconde Guerre mondiale. Bénéficiant de l’enseignement naturaliste de H. Harant, professeur de parasitologie et de matière médicale, directeur de ce Jardin, il approfondit ses connaissances en botanique, accomplit de nombreuses études sur le terrain et suivit également les cours de Louis Emberger, directeur de l’Institut Botanique. Pendant quelques années, il dispensa des cours au Collège agricole féminin de Castelnau-le-Lez (Hérault).
En 1971, il se présenta à un concours et intégra à Paris la chaire de biologie végétale du Muséum national d’histoire naturelle, au titre d’assistant chargé de la conservation des collections végétales tropicales. Nommé maître de conférences en 1983, il devait jusqu’à la fin de sa carrière, en 1994, avoir également la responsabilité du Jardin botanique exotique, antenne du Muséum national à Menton-Garavan.
Durant toute sa carrière, Yves Delange participa à diverses activités en faveur de la protection et de la conservation de la nature, ce qui le conduisit à publier en 2009 Plaidoyer pour les sciences naturelles chez L’Harmattan. Pendant son long séjour au Muséum et en vue d’enrichir les collections botaniques de cet établissement, il visita en Europe quantité de parcs naturels et de jardins botaniques. Il fit de nombreuses recherches dans les domaines de la botanique tropicale et accomplit diverses missions, notamment en Crète, en Afrique australe, en Namibie, en Égypte, aux Antilles et au Mexique. Poursuivant ses activités après avoir cessé ses fonctions d’enseignant-chercheur, il a fait alors des séjours en Inde et en Australie.
Par ailleurs, Yves Delange s’est passionné pour l’histoire des sciences. De ce fait, il est le biographe de Jean-Baptiste de Lamarck (1744-1829) et de J.-H. Fabre (1823-1915). Ses recherches relatives à ce dernier le conduisirent à être invité à deux reprises et pour y faire des conférences, en 1989 et en 2000, au Japon. À la retraite depuis 1994, il vit avec son épouse Chansocthony à Fontainebleau.
Cet auteur a publié une vingtaine de livres et plusieurs centaines d’articles, scientifiques ou de vulgarisation. Il préside une association dont la revue Terra seca consacre ses articles à l’étude des végétaux dans les milieux arides. Mais les écrits d’Yves Delange ne concernent pas uniquement les sciences de la nature et l’histoire des sciences. De bonne heure influencé par la philosophie des Lumières et le Romantisme, il est de ceux qui refusent d’établir des barrières étanches entre les lettres et les sciences. Ainsi, chez L’Harmattan et chez Actes Sud, notamment, il a publié des nouvelles, une comédie et deux romans. Correspondant de l’Académie des Sciences et Lettres de Montpellier, il a aussi reçu diverses récompenses. Il est membre de nombreuses associations et ses écrits ont donné lieu à des traductions dans plusieurs pays.

## Œuvres
Aux éditions de l’Harmattan
- Plaidoyer pour les sciences naturelles. Dès l’enfance, faire aimer la nature et la vie. Introduction de Richard Moreau, 2009.
- Sous la constellation des Gémeaux, roman, 2011.
- Jean-Henri Fabre et Louis Pasteur, conversation au bord de la Sorgue. Préface de Richard Moreau, 2011.
- Naturalistes oubliés, savants méconnus par Richard Moreau (sous la direction de), Yves Delange  et Paul Ozenda, 2013.
- Voyage d’un botaniste en Eurasie, France, Scandinavie, Italie, Grèce, Japon Inde et Cambodge, 2014.
- Un botaniste autour du monde, Afrique, Amérique, Australie, 2014.
- Cambodge, Kampuchéa, 18 ans. Mémoire du cauchemar, en collaboration avec Chansocthony Delange-Hean. coll. « Mémoires asiatiques », 2019.

Aux éditions Actes Sud
- Lamarck, biographie, 1984.
- Album de famille et lieux privilégiés de Jean-Henri Fabre (coéd. Alain Barthélémy), 1985.
- Eudora, roman, 1989.
- Le concert à Kyoto, recueil de nouvelles, 1993 (prix Stendhal de la ville de Grenoble).
- Fabre, l’homme qui aimait les insectes, biographie. Préface de Claude Nuridsany, 3e édition, collection de poche Babel, 1999.
- Lamarck, biographie, 2e édition mise à jour, 2002.
- Traité des plantes tropicales, 2002.
- Les serres européennes, le génie architectural au service des plantes (en collaboration), 2013.

Chez d’autres éditeurs
- Le jardin familial méridional, édition de La Maison rustique-Flammarion, Paris, 1980.
- Les végétaux des milieux arides, collection « Science et découvertes », éditions du Rocher, Monaco, 1988.
- Les grandes serres du Muséum nationale l’histoire naturelle, guide, Paris 1988.
- Souvenirs entomologiques de Jean-Henri Fabre (édition, présentation, notes), coll. « Bouquins », Robert Laffont éditeur, Paris, 1989.
- Les fleurs des jardins méditerranéens (prix Saint-Fiacre des journalistes de l’horticulture), Édition Larousse, Paris, 1991.
- Les champignons de Jean-Henri Fabre (en collaboration), collection « L’art et la Nature », éditions Citadelles, Paris, 1991.
- Le Bon Jardinier, encyclopédie botanique et horticole, ouvrage collectif, tomes I, II et III, 153e édition de la Maison rustique-Flammarion, Paris, 1992.
- Statues et savants du Jardin des plantes (guide, en collaboration), éditions du Muséum national l’histoire naturelle, Paris, 1992.
- ABCdaire des Orchidées (en collaboration), éditions Flammarion, Paris, 1996.
- Cactées, éditions Ulmer à Stuttgart et Paris, 2004. Plantes succulentes, Ulmer à Stuttgart et Paris, 2004.
- Cactées, nouvelle édition augmentée, éditions Ulmer à Stuttgart et Paris, 2011 (prix Redouté 2011).
- Plantes succulentes, nouvelle édition augmentée, Ulmer à Stuttgart et Paris, 2011 (prix Redouté 2011).
- La belle histoire illustrée des arbres de Paris, que l’on peut voir dans la capitale et dans les provinces de France, avec Chansocthony Delange-Hean. Édité avec un CD-ROM chez Claude Alzieu, Fontanil-Cornillon, 2012.
- L’Hydnora, récits par Yves Delange et Philippe Bruneau de Miré. Édition de l’association des amis de Terra seca, Montpellier, 2013.
- Saga pedo, récits et nouvelles par Philippe Bruneau de Miré, Yves Delange et Anton Hofer. Édition de l’association des amis de Terra seca, Montpellier, 2014.
- Vanikoro, récits et nouvelles par Henri-Pierre Aberlenc, Philippe Bruneau de Miré et Yves Delange. Édition de l’association des amis de Terra seca, Montpellier, 2015.